# Antoni (Hailu)
Antoni (imię świeckie Ghebreselassie Hailu, ur. 12 stycznia 1955) – duchowny Etiopskiego Kościoła Ortodoksyjnego, od 2008 biskup Europy Zachodniej.

## Życiorys
Święcenia kapłańskie przyjął w 1969. Sakrę biskupią otrzymał 26 marca 2008.